# Église Sainte-Fare d'Achères-la-Forêt
L’église Sainte-Fare est un édifice religieux catholique situé à Achères-la-Forêt, en France. Il est inscrit aux monuments historiques depuis 1926.

## Situation et accès
L’édifice est situé dans la rue Laurent-Poli, à l’ouest d’Achères-la-Forêt. Plus largement, il se trouve dans le département de Seine-et-Marne, en région Île-de-France.

## Statut patrimonial et juridique
L’église fait l’objet d’une inscription au titre des monuments historiques par arrêté du 18 mars 1926, en tant que propriété de la commune.